# Gustav Schiefer
Gustav Schiefer (* 17. Juli 1876 in Fautspach; † 19. Mai 1956 in München) war ein deutscher Gewerkschaftsführer und Stadtrat (SPD). Er war von 1947 bis zu seinem Tod Mitglied des Bayerischen Senats und von 1947 bis 1953 dessen 1. Vizepräsident.  

## Werdegang
Schiefer wurde als Sohn der Maria Schiefer geboren. Vom 11. bis zum 14. Lebensjahr besuchte er die Volksschule, unterbrochen von einer jeweils halbjährigen Tätigkeit als Ziegeleiarbeiter, mit der er zum Unterhalt der Familie beitrug. Zwischen 1890 und 1894 absolvierte er eine Schreinerlehre, die dreieinhalb Jahre dauerte, da die Familie das Lehrgeld nicht bezahlen konnte. Im Anschluss führten ihn seine Wanderjahre als Geselle durch Deutschland, Österreich, Italien und die Schweiz. Nach seiner Rückkehr leistete er von 1897 bis 1899 seinen Militärdienst.
Bereits 1894 schloss er sich im Holzarbeiter-Verband der Gewerkschaftsbewegung an, der er zeitlebens engstens verbunden blieb. Von 1900 an war er im Bereich Sozialpolitik tätig, zunächst als Angestellter beim Hauptverband Deutscher Krankenkassen. 1908 war er einer der Mitbegründer der Münchner Ortskrankenkasse und erhielt 1911 eine Anstellung beim Gewerkschaftsverein München. Dort war er für die Wahlen der Selbstverwaltungskörperschaften im Rahmen der Reichsversicherungsordnung (RVO) in ganz Bayern zuständig. Die Teilnahme als Soldat am Ersten Weltkrieg unterbrach seinen beruflichen Werdegang. Nach Kriegsende übernahm er 1918 als geschäftsführender Vorsitzender die Leitung des Münchner Ortsausschusses des Allgemeinen Deutschen Gewerkschaftsbundes (ADGB) und gehörte nach der Novemberrevolution kurzzeitig als 3. Schriftführer dem Provisorischen Nationalrat der Münchner Räterepublik an. Später wurde er zum Vorsitzenden des Vereins Münchner Gewerkschaftshaus gewählt. Innerhalb der SPD betätigte Schiefer sich weiter politisch und zog 1924 in den Münchner Stadtrat ein.  
Die „Machtergreifung“ der Nationalsozialisten 1933 führte zu einer scharfen Zäsur in Schiefers Werdegang. Er wurde als ADGB-Geschäftsführer entlassen und verlor sein Mandat im Stadtrat. Er wurde derart misshandelt, dass er mehrere Wochen im Krankenhaus Schwabing verbringen musste. In der Folge war er an der Seite von Wilhelm Leuschner und Jakob Kaiser im Widerstand gegen den Nationalsozialismus aktiv. Nach seiner Inhaftierung saß er im Gefängnis Stadelheim und nach dem Attentat auf Hitler am 20. Juli 1944 sechs Wochen im KZ Dachau ein.
Ab Mai 1945 wurde er wieder als Vorsitzender der Allgemeinen Ortskrankenkasse München, als Vorsitzender des Landesverbandes der Allgemeinen Ortskrankenkassen in Bayern und als Vorstandsmitglied der Ortskrankenkassenverbände im Bundesgebiet eingesetzt. Von 1950 bis 1953 war er stellvertretender Landesvorsitzender des DGB-Landesbezirks Bayern. 
Dem berufenen und später gewählten Münchner Stadtrat gehörte er wieder von 1945 bis 1952 an und war ab Juli 1946 Mitglied der Verfassunggebenden Landesversammlung. Mit Konstituierung des Bayerischen Senats am 4. Dezember 1947 wurde er zu dessen 1. Vizepräsidenten bestimmt. Dieses Amt bekleidete er bis zum 31. Dezember 1953. Dem Senat gehörte er bis zu seinem Tod im Juni 1956 an.

## Ehrungen
- 1951: Goldene Bürgermedaille der Landeshauptstadt München
- 1952: Großes Verdienstkreuz der Bundesrepublik Deutschland
- Benennung einer Straße im Münchner Stadtteil Lerchenau